# Hans Ekberg
Hans Vilhelm Ekberg, född 12 augusti 1941 i Västermo församling i Södermanlands län, är en svensk orienterare som tävlat för Arboga OK.
Ekberg började sin karriär som framgångsrik junior där han var slutman i Arboga-juniorernas budkavlelag på 60-talet. 1961 blev han sexa vid junior-SM och som senior blev han 1962 svensk mästare i Arboga OKs budkavlelag. När han 1963 deltog i seniormästerskapen vann han en skrällartad seger före föregående års toppnamn (Anders Morelius och Björn Ekblom) och kom därigenom att som 22-åring vara den yngsta svenska mästaren i orientering. När han samma år belade tredjeplatsen vid natt-SM blev han erkänd som en av Sveriges topporienterare.
Vid 1967 års natt-SM vann ytterligare en seger som svensk mästare i nattorientering.